# スペンサー・トーケルソン
スペンサー・エノックス・トーケルソン（Spencer Enochs Torkelson, 1999年8月26日 - ）は、アメリカ合衆国カリフォルニア州ペタルーマ出身のプロ野球選手（一塁手）。右投右打。MLBのデトロイト・タイガース所属。

## 経歴

### プロ入り前
高校時代はMLBドラフトで指名されず、アリゾナ州立大学へ進学した
初年度の2018年は55試合に出場して打率.320、25本塁打、53打点、4盗塁を記録した。また、この年はアメリカ合衆国大学代表入りし、第42回日米大学野球選手権大会にも参加した。
2年目の2019年は57試合に出場して打率.351、23本塁打、67打点、1盗塁を記録した。また、この年もアメリカ合衆国大学代表入りし、第43回日米大学野球選手権大会にも参加した。
3年目の2020年は17試合に出場して打率.340、6本塁打、11打点、2盗塁を記録した。 迎えた6月のMLBドラフトでは、1巡目（全体1位）でデトロイト・タイガースから指名された。

### プロ入りとタイガース時代
2020年6月30日に契約した（契約金は約842万ドル）。同年はCOVID-19の影響でマイナーリーグのシーズンが中止となり、公式戦への出場はなかった。
2021年に傘下のA+級ウェストミシガン・ホワイトキャップスでプロデビューした。その後AA級エリー・シーウルブズ、AAA級トレド・マッドヘンズへ昇格。オールスター・フューチャーズゲームにも選出された。最終的に3チーム合計で121試合に出場して打率.267、30本塁打、91打点の成績を記録した。
2022年4月6日にメジャー契約を結んでアクティブ・ロースター入りし、開幕戦となった8日のシカゴ・ホワイトソックス戦でメジャーデビューを果たした。

## 選手としての特徴
広角に長打が打てる強打が魅力の一塁手である。

## 詳細情報

### 年度別打撃成績
| 年 度    | 球 団    | 試 合 | 打 席 | 打 数 | 得 点 | 安 打 | 二 塁 打 | 三 塁 打 | 本 塁 打 | 塁 打 | 打 点 | 盗 塁 | 盗 塁 死 | 犠 打 | 犠 飛 | 四 球 | 敬 遠 | 死 球 | 三 振 | 併 殺 打 | 打 率 | 出 塁 率 | 長 打 率 | O P S |
| -------- | -------- | ----- | ----- | ----- | ----- | ----- | -------- | -------- | -------- | ----- | ----- | ----- | -------- | ----- | ----- | ----- | ----- | ----- | ----- | -------- | ----- | -------- | -------- | ----- |
| 2022     | DET      | 110   | 404   | 360   | 38    | 73    | 16       | 1        | 8        | 115   | 28    | 0     | 1        | 0     | 2     | 37    | 0     | 5     | 99    | 12       | .203  | .285     | .319     | .604  |
| 2023     | DET      | 159   | 684   | 606   | 88    | 141   | 34       | 1        | 31       | 270   | 94    | 3     | 0        | 0     | 5     | 67    | 1     | 6     | 171   | 15       | .233  | .313     | .446     | .759  |
| 2024     | DET      | 92    | 381   | 342   | 45    | 75    | 21       | 1        | 10       | 128   | 37    | 0     | 0        | 0     | 1     | 33    | 0     | 4     | 105   | 6        | .219  | .295     | .374     | .669  |
| MLB：3年 | MLB：3年 | 361   | 1469  | 1308  | 171   | 289   | 71       | 3        | 49       | 513   | 159   | 3     | 1        | 0     | 8     | 137   | 1     | 15    | 375   | 33       | .221  | .300     | .392     | .692  |

- 2024年度シーズン終了時

### 年度別守備成績
| 年 度 | 球 団 | 一塁（1B） | 一塁（1B） | 一塁（1B） | 一塁（1B） | 一塁（1B） | 一塁（1B） |
| 年 度 | 球 団 | 試 合      | 刺 殺      | 補 殺      | 失 策      | 併 殺      | 守 備 率   |
| ----- | ----- | ---------- | ---------- | ---------- | ---------- | ---------- | ---------- |
| 2022  | DET   | 109        | 805        | 51         | 2          | 76         | .998       |
| 2023  | DET   | 154        | 1137       | 89         | 11         | 117        | .991       |
| 2024  | DET   | 90         | 701        | 58         | 4          | 59         | .995       |
| MLB   | MLB   | 353        | 2643       | 198        | 17         | 252        | .994       |

- 2024年度シーズン終了時

### 背番号
- 20（2022年 - ）

### 記録
MiLB
- オールスター・フューチャーズゲーム選出  : 1回（2021年）

### 代表歴
- 第42回日米大学野球選手権大会 アメリカ合衆国代表（2018年）
- 第43回日米大学野球選手権大会 アメリカ合衆国代表（2019年）